# Josef Gebauer
Josef Gebauer (7. srpna 1942 Praha – 19. května 2004 Opava) byl český archivář a historik. Zabýval se českými dějinami 15.–17. století a regionální historií Opavska.

## Život
Narodil se v rodině Josefa Gebauera (1913–2001) a Marie roz. Heislerové (1912–1979). Měl bratra a sestru. S manželkou Danielou roz. Linzmajerovou měl syna a dceru.
Po završení studií absolvoval stáž v Zemském archivu v Opavě, pak by zaměstnán v děčínské pobočce Státního oblastního archivu v Litoměřicích. Od roku 1972 až do své smrti pracoval opět v opavském archivu. Kromě odborných prací, zejména z oblasti zemědělsko-lesnických fondů, byl znám díky četným popularizujícím statím o dějinách v časopise Naše Opavsko a týdeníku Kostnické jiskry. Po své náhlé smrti roku 2004 obdržel in memoriam Medaili Statutárního města Opavy za celoživotní činnost v oblasti archivnictví a popularizace historie města Opavy.

## Dílo
- Fojtství na hradeckém panství v 16. století – Praha: Academia, 1970
- Příspěvek k poznání severočeských urbářů. Praha: Horizont, 1971
- Náměstí a ulice města Opavy. Historický místopis. Opava: Úřad města: Akademie Jana Ámose Komenského, 1990. (s P. Šrámkem)
- 90=devadesát let činnosti Pěveckého sdružení slezských učitelů v Opavě – Opava: PSSUO, 1996
- Povodně Opavy 1903–1997 očima občanů – Josef Gebauer, Jiřina Chloubová; odpovědný redaktor Jaroslav Heider. S. I.: Opavsko, 1997
- Opavská fotbalová devadesátka – Karel Stuchlík, Josef Gebauer, Pavel Šrámek; fotografie: Jan Stuchlík, Karel Stuchlík, Josef Novák a archív FC Kaučuk Opava. Opava: Karel Stuchlík, 1997
- Válečná kronika Opavska (1060–1945) – Josef Gebauer, Václav Štěpán. Kravaře: Kulturní středisko zámek Kravaře, 2001
- Sborník III. konference Moravian v roce 2003 – Josef Gebauer ... et al. ; k vydání připravili ... Markéta Křížová a Daniel Spratek. Suchdol nad Odrou: Moravian, 2004
- Opavská nej. Osobnosti – text a fotografie. Opava: Statutární město Opava (SMO), 2006
- Opavská nej. Architektura – Josef Gebauer, Petr Vojtal; foto Petr Sikula ... et al. Opava: SMO, 2007
- Opavské osobnosti – Opava: SMO, 2015